# Isocubanita

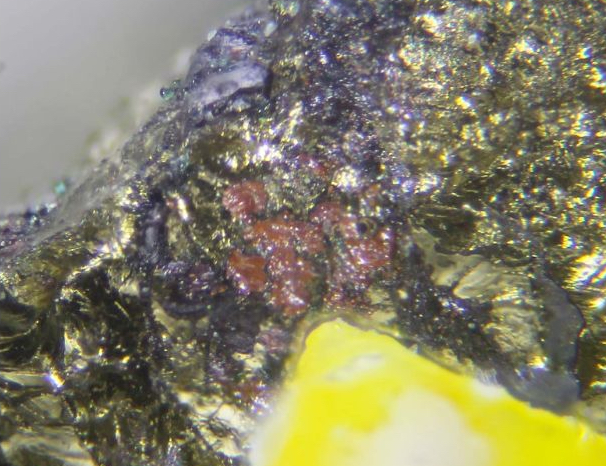
Muestra del mineral obtenida en el mar a gran profundidad

La isocubanita es un mineral de la clase de los minerales sulfuros. Fue descubierta en 1988 en una prospección submarina en la placa de Juan de Fuca, en el océano Pacífico, siendo nombrada así por ser un polimorfo isométrico del mineral llamado cubanita. Un sinónimo muy poco usado es el de isocalcopirita.

## Características químicas
Es un sulfuro simple de metales hierro y cobre, polimorfo de la cubanita a partir de la cual se puede formar si se calienta a temperaturas entre 200 y 270 °C. Con frecuencia lleva impurezas de cinc que le dan tonalidad marrón.

## Formación y yacimientos
Aparece como mineral primario precipitado a partir de soluciones salinas a alta temperatura, cocinadas bajo el agua del mar en las chimeneas hidrotermales que existen en las dorsales centro-oceánicas. Se han encontrado depósitos cerca de dichas chimeneas en las dorsales oceánicas del este del Pacífico y en el mar Rojo, en mezclas con otros sulfuros formados en el mismo ambiente. También puede encontrarse en tierra firme en yacimientos de otros sulfuros metálicos de origen hidrotermal.
Suelen mostrarse sus cristales con intercrecimiento con cristales de calcopirita
Es común que aparezca asociado a otros minerales como: calcopirita, pirrotita, pirita, esfalerita, wurtzita o anhidrita.